# Sephena infumata
Sephena infumata är en insektsart som beskrevs av Medler 1989. Sephena infumata ingår i släktet Sephena och familjen Flatidae. Inga underarter finns listade i Catalogue of Life.